# 유네스코무라역
유네스코 무라 역(일본어: ユネスコ村駅, ゆねすこむらえき)은 일본 사이타마현 도코로자와시에 위치했던 세이부 철도 야마구치 선의 역이었다.
신교통 시스템으로 운행방식이 전환되기 전, 경편철도로 운행되었을 때 존재했다.

## 개요
경편 철도로 운행했을 당시 야마구치 선의 종착역이었다. 유네스코 마을 서쪽 입구에 위치했다.
상대식 2면 2선 승강장이었으며, 역 건물은 유럽풍의 양식이었고, 역 구내에 유네스코 식당 등을 개업하여 유네스코 마을의 출입구 성격이 강했다.
1984년 5월 14일에 야마구치 선의 노선 변경과 신교통 시스템으로의 전환 공사로 영업이 중단되었으며, 1985년 4월 25일에 신교통 시스템 방식 전환으로 폐역이 되었다.

## 역사
- 1951년 9월 16일 : 개업
- 1984년 5월 14일 : 신교통 시스템으로의 공사를 위해 영업 중단.
- 1985년 4월 25일 : 신교통 시스템으로의 전환. 폐역.